# Günther Blum
Günther Blum (* 8. Juli 1905 in Krefeld; † 3. August 1973) war ein deutscher Politiker (NSDAP) und HJ-Führer.

## Leben und Wirken
Günther Blum wurde als Sohn eines Rechtsanwaltes geboren. Nach dem Schulbesuch engagierte er sich im Fichtebund und im Jungnationalen Bund. Aus dem letzteren wurde er später ausgeschlossen. Später studierte er Rechtswissenschaften in Halle.
Zum 1. März 1930 trat Blum in die NSDAP ein (Mitgliedsnummer 210.167). In der Partei stieg er rasch zu einer der Führungsfiguren der Hitler-Jugend auf: 1931 wurde er HJ-Gebietsführer Hochland, bevor er im Dezember 1931 von der Reichsjugendführung als HJ-Kreisleiter von Halle-Merseburg abberufen und im neugebildeten HJ-Gebiet Mittelelbe als Gebietsführer eingesetzt wurde. Von März 1933 bis April 1938 amtierte Blum als Gebietsführer des HJ-Gebietes 17 (Thüringen), mit Amtssitz in Weimar. Gleichzeitig war er Vorsitzender des Landesausschusses Thüringen der deutschen Jugendverbände.
Nach dem Beginn des Zweiten Weltkrieges wurde er im Herbst 1939 als HJ-Gebietsführer nach Krakau versetzt, wo ihm außerdem das Amt Deutsche Jugend unterstellt wurde.